# Liste d'écrivains québécois par ordre alphabétique (Q)
Pour un article plus général, voir Littérature québécoise.
| Nom              | Naissance   | Décès | Genre(s) littéraire(s) | Œuvre(s) majeure(s) | Prix                       |
| Colette Quesnel  |             |       |                        |                     |                            |
| Joseph Quesnel   |             |       |                        |                     |                            |
| Pascale Quiviger | Italie 1969 |       | romans                 | Le cercle parfait   | Prix du Gouverneur général |